# Yūki Kobori
Yūki Kobori (小堀勇氣?, Kobori Yūki; Ishikawa, 25 novembre 1993) è un ex nuotatore giapponese.

## Biografia
Ha vinto la medaglia di bronzo nella 4x200m stile libero ai Giochi Olimpici di Rio de Janeiro 2016.

## Palmarès
- Giochi olimpici

Rio de Janeiro 2016: bronzo nella 4x200m sl.
- Mondiali in vasca corta

Windsor 2016: bronzo nella 4x200m sl.
- Campionati panpacifici

irvine 2010: argento nella 4x200m sl.
Gold Coast 2014: argento nella 4x200m sl.
Tokyo 2018: argento nella 4x100m misti e bronzo nella 4x200m sl.
- Giochi asiatici

Canton 2010: argento nella 4x100m sl e nella 4x200m sl.
Incheon 2014: oro nella 4x200m sl.
Giacarta 2018: oro nella 4x200m sl, argento nella 4x100m misti e bronzo nei 100m farfalla.
- Universiadi

Taipei 2017: oro nella 4x200m sl e bronzo nella 4x100m misti.
- Mondiali giovanili

Monterrey 2008: bronzo nella 4x200m sl.